# St. Ulrich (Habach)

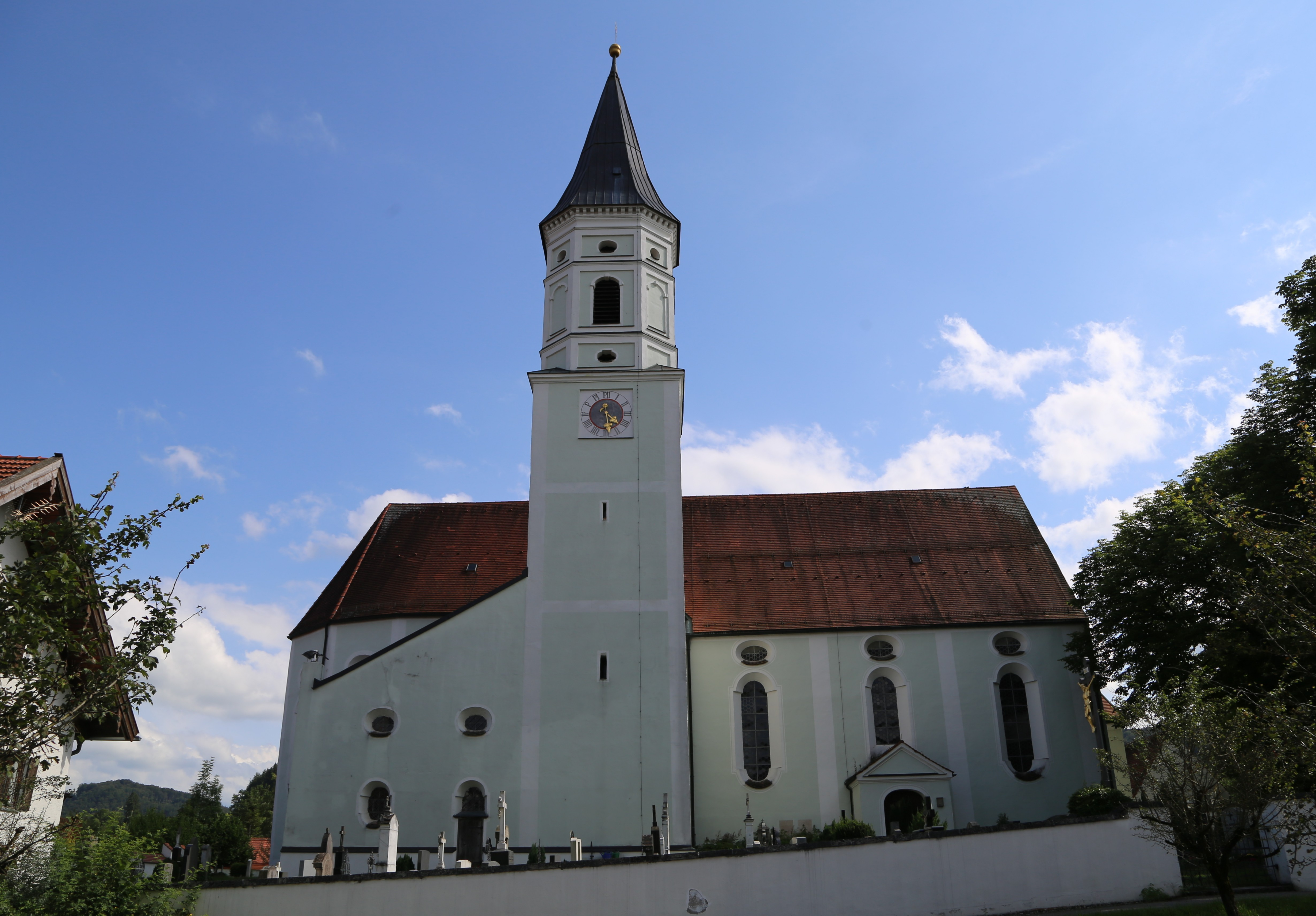
St. Ulrich von Norden

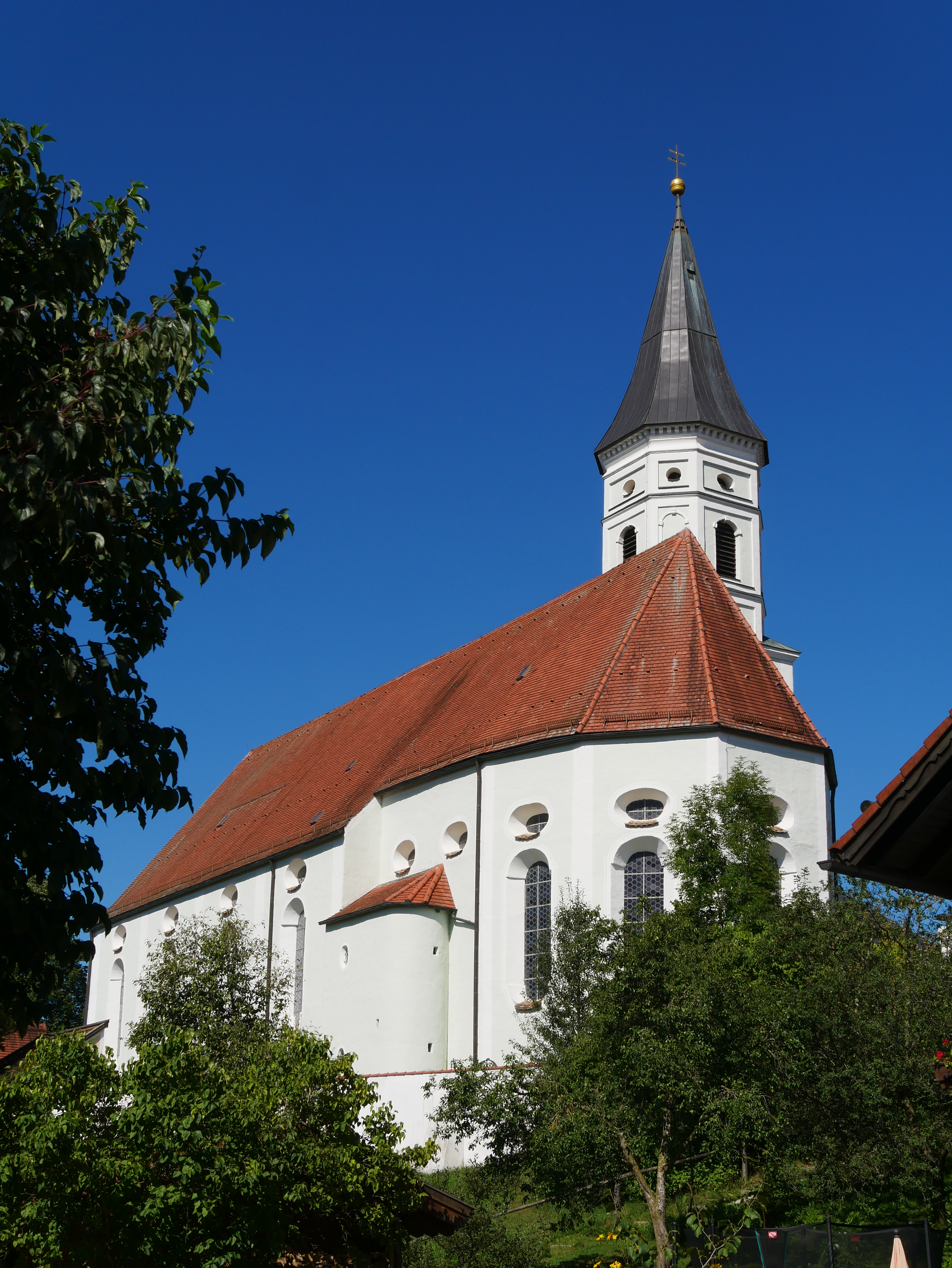
St. Ulrich von Südosten

St. Ulrich ist ein ehemaliges Kollegiatstift und heutige katholische Pfarrkirche in Habach in Bayern in der Diözese Augsburg.

## Geschichte
Das St. Ulrich geweihte Stift wurde durch Graf Norbert von Hohenwart im 11. Jahrhundert wohl als Chorherrenstift gegründet, eine eindeutige Zuordnung zur augustinischen Regel gab es aber nicht. Am 23. April 1330 verlieh Kaiser Ludwig der Bayer an Habach wie auch an weitere 16 oberbayerische Klöster und Stifte das Hofmarksrecht. Ab 1560 hatten die bayerischen Herzöge das Recht, die Pröpste von Habach zu ernennen. 1663 wurde der Bau der neuen Ulrichskirche auf den Ruinen eines vorherigen – 1073 geweihten – Gotteshauses in Angriff genommen. Am 14. Oktober 1668 wurde die Stiftskirche durch den Augsburger Weihbischof Kaspar Zeiler feierlich eingeweiht. Am 17. Juli 1704 wurden der Westteil der Kirche, die Sakristei und der Kirchturm ein Raub der Flammen. Das Stift und die Hofmark wurden am 6. August 1802 im Zuge der Säkularisation aufgelöst. Die Stiftskirche wurde Pfarrkirche.
In den 1960er-Jahren wurden der Innenraum umgestaltet und einige Teile der Ausstattung entfernt. Diese Eingriffe wurden von etwa 2016 bis 2021 teilweise rückgängig gemacht. So wurden 2019 beispielsweise Rokoko-Beichtstühle aus dem Jahr 1738 wieder aufgestellt.

### Reihe der Pröpste
Sehr lückenhaft
- Berthold
- Hildbert, 1130
- Berthold von Wilzhofen, 1292
- Gerung von Wasserburg, 1312
- Johann Witzgeförch, 1402
- Berthold Truchseß von Küllenthal, 1404
- Johann Vogel
- Philipp Doberin
- Stephan Rosin
- Diepold von Freyberg, 1446–1449
- Leonhard Gessel, 1452–1465
- Wolfgang von Seyboldsdorf
- Hieronymus Stengel
- Johann Stengel
- Peter Buechler, 1480
- Wendelin Schicker, 1503–1511
- Ulrich Riederer von Barr, 1511
- Conrad Hofer, 1560
- Gabriel Lafenthaler, 1592
- Matthäus Althamer, 1595
- Albert Hunger, 1602
- Heinrich Anslaeus, 1633
- Johann Heinrich von Rohrbach, 1643
- Johann Franz von der March, 1661
- Johann Joachim Hörwarth, 1663
- Johann Keller, 1663–1679
- Ferdinand Max Ernst Graf von Berlo, 1679–1697; später Bischof von Namur
- Johann Martin Constante von Festenburg, 1698–1719
- Anton Cajetan von Unertl, 1719–1753
- Johann Josef Anton von Hertel, 1756–1769
- Carl Anton Ignaz von Vacchieri, 1769–1781
- Franz Josef Freiherr von Oberndorf, 1781–1789
- Ignaz Frank, 1789–1792
- Cajetan Franz Freiherr von Reisach, 1792–1803

## Beschreibung und Ausstattung

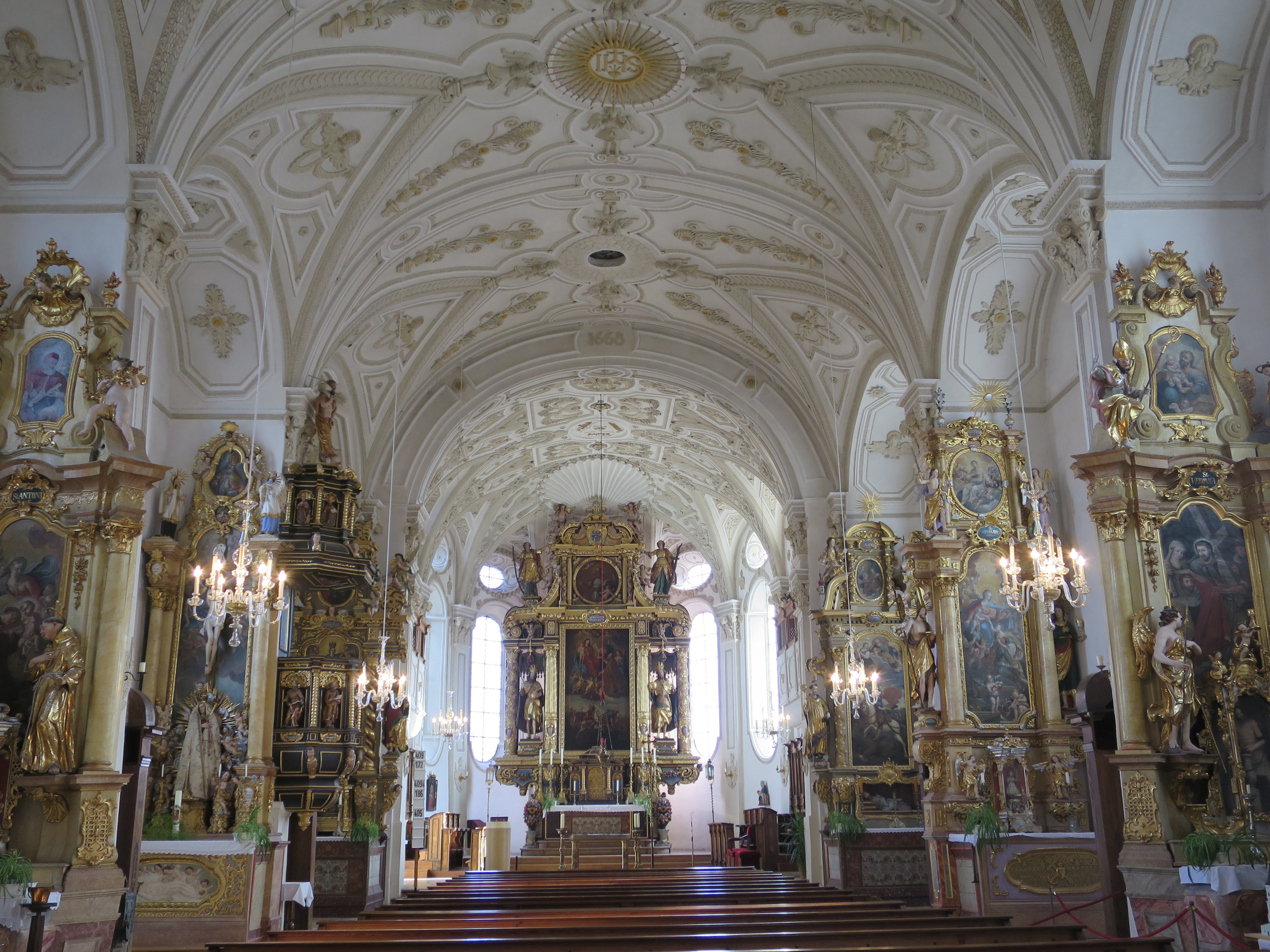
Innenansicht

Die Kirche ist in die Denkmalliste eingetragen. Der Hochaltar wurde vom Weilheimer Bildhauer Ambros Dengler geschaffen. Das Hochaltarbild, gemalt von Simon Bernhard aus Murnau, zeigt den Kirchenpatron, wie er von der Gottesmutter Hilfe bei der Schlacht auf dem Lechfeld im Jahr 955 erfleht. Neben dem Auszugsbild stehen die Figuren der Bistumspatronin Afra und ihrer Mutter Hilaria. Zu dem reich geschmückten Hochaltar ließen die Chorherren sechs Seitenaltäre anfertigen. Reicher Deckenstuck, die Kanzel und die elegante Ausstattung drücken die große Bedeutung des Gotteshauses aus.
Die 14 Kreuzwegstationen wurden 1732 von Johannes Zick auf Leinwand gemalt. In St. Ulrich befindet sich seit der Restaurierung 2021 zudem wieder ein Tafelbild Elias Greuter des Älteren, das die Verlobung der hl. Katharina mit dem Christuskind zeigt (1630/40).